# Staffan Götestam
Per Staffan Götestam (født 20. maj 1952) er en svensk skuespiller, instruktør og dramatiker. Han er bedst kendt for at have spillet rollen som Jonatan i filmen Brødrene Løvehjerte fra 1977.

## Liv og karriere
Götestam begyndte sin karriere med at spille amatørteater. Han blev uddannet ved Skara skolscen og søgte derefter ind på Statens scenskola, hvor han blev optaget. Det blev dog aldrig til studier for Götestam, men i stedet fik han i 1974 en rolle i musicalen Godspell med blandt andre Björn Skifs. Efter et år på Folkteatern i Göteborg var han tilknyttet Maximteatern og Folkan i Stockholm.
I begyndelsen af 1980'erne begyndte Götestam at arbejde sammen med Olle Kinch, Folkans teaterchef. Han afsluttede derefter sin skuespillerkarriere og blev i stedet instruktør. Han har stået for en række anmelderroste sceneproduktioner såsom Niels Karlsson Pusling, Madicken og Vi på krageøen samt musicals som Troldmanden fra Oz og Skønheden og udyret.

## Privatliv
Staffan Götestam er bror til instruktøren Birgitta Götestam (1946-2018). Han er gift og har fire børn.
Ved siden af sit arbejde med teater har Götestam været kunstnerisk ansvarlig for The Viking Museum. Han er også medstifter af Junibacken, en børneattraktion med fokus på litteratur, der er beliggende på Djurgården i Stockholm.

## Udvalgt filmografi
Skuespiller
- En enkel melodi (1974)
- Brødrene Løvehjerte (1977)
- 91:an och generalernas fnatt (1977)
- Manden som gik op i røg (1980)

Instruktør
- Guldpigen (kortfilm, 1989)
- Niels Karlsson pusling (1990)